# Helina viridiventris
Helina viridiventris är en tvåvingeart som först beskrevs av Macquart 1846.  Helina viridiventris ingår i släktet Helina och familjen husflugor. Inga underarter finns listade i Catalogue of Life.